# One Night in Paris
One Night in Paris – DVD zespołu Depeche Mode zawierające koncert nagrany w Palais Omnisports de Paris-Bercy, w Paryżu.
W Polsce wydawnictwo uzyskało certyfikat platynowej płyty DVD.

## WydaniaMute
- MF041 2002

1. „Dream On (Guitar Intro)”
2. „The Dead of Night”
3. „The Sweetest Condition”
4. „Halo”
5. „Walking in My Shoes”
6. „Dream On”
7. „When the Body Speaks”
8. „Waiting for the Night”
9. „It Doesn’t Matter Two”
10. „Breathe”
11. „Freelove”
12. „Enjoy the Silence”
13. „I Feel You”
14. „In Your Room”
15. „It’s No Good”
16. „Personal Jesus”
17. „Home”
18. „Condemnation”
19. „Black Celebration”
20. „Never Let Me Down Again”

## Informacje
Nagrano podczas koncertu 27 maja 2002 w Paryżu (Francja) podczas trasy koncertowej Exciter Tour

Producent: State Ltd.

Produkcja: Richard Bell

Reżyseria: Anton Corbijn

## DVD

### WydaniaMute
- DVDS STUMM 190 2002
- DVD 1

1. „Dream On (Guitar Intro)”
2. „The Dead of Night”
3. „The Sweetest Condition”
4. „Halo”
5. „Walking in My Shoes”
6. „Dream On”
7. „When the Body Speaks”
8. „Waiting for the Night”
9. „It Doesn’t Matter Two”
10. „Breathe”
11. „Freelove”
12. „Enjoy the Silence”
13. „I Feel You”
14. „In Your Room”
15. „It’s No Good”
16. „Personal Jesus”
17. „Home”
18. „Condemnation”
19. „Black Celebration”
20. „Never Let Me Down Again”

- DVD 2

1. „The Preparing”
2. „The Photographing”
3. „The Waiting”
4. „The Talking”
5. „The Screening”
6. „Sister of Night” (Bonus Track)
7. „The Choosing”
8. „The Subttling”
9. „Surrender”